# لوكا تودور
لوكا تودور (بالإسبانية: Lukas Tudor)‏ (21 فبراير 1969 بسانتياغو في تشيلي - ) هو مدرب كرة قدم ولاعب كرة قدم تشيلي في مركز الهجوم. شارك مع منتخب تشيلي تحت 20 سنة لكرة القدم ومنتخب تشيلي لكرة القدم. أما مع النوادي، فقد لعب مع كولو-كولو ونادي أونيفرسيداد كاتوليكا ونادي ساباديل ونادي سيون ونيولز أولد بويز.

## وصلات خارجية
- لوكا تودور على موقع قاعدة بيانات كرة القدم.إي يو (الإنجليزية)
- لوكا تودور على موقع ناشيونال فوتبول تيمز (الإنجليزية)
- لوكا تودور على موقع عالم كرة القدم.نت (الإنجليزية)